# Cimeira dos Países do Sul da União Europeia
A Cimeira dos Países do Sul da União Europeia, também chamado MED-9 é um fórum informal que junta nove países do sul europeu, membros da União Europeia (UE): Chipre, Croácia, Eslovénia, Espanha, França, Grécia, Itália, Malta e Portugal.
A emergência deste grupo pode ser explicada pelas semelhanças dos modelos de Estado, económico e social e a proximidade cultural dos seus membros.
Os objetivos desse grupo são criar um fórum do sul europeu e promover políticas de recuperação económica e ter uma voz conjunta na União Europeia.
A Croácia e a Eslovénia participaram pela primeira vez em 17 de setembro de 2021 no encontro realizado em Atenas, Grécia.

## Histórico de cimeiras
| Data             | Lugar da cimeira  | Objetivos |
| ---------------- | ----------------- | --- |
| 9 setembro 2016  | Atenas, Grécia    | Criar uma aliança do sul europeu e promover políticas de recuperação económica. |
| 28 janeiro 2017  | Lisboa, Portugal  | Concertar as posições pelas cimeiras da UE e reflectir sobre o futuro da UE. |
| 10 abril 2017    | Madrid, Espanha   | Esboçar uma visão da União Europeia pós-Brexit. |
| 10 janeiro 2018  | Roma, Itália      | Proteger as fronteiras externas, reforçar a segurança, gerar a crise migratória, estimular o crescimento e reformar a Convenção de Dublin. |
| 29 janeiro 2019  | Nicósia, Chipre   | Abordar os grandes desafios da Europa: imigração, Brexit e reunificação do Chipre. |
| 14 junho 2019    | Valeta, Malta     | -Firmar um acordo sobre o objetivo carbono zero para a União Europeia. -Aprovar o princípio de um salário mínimo e de um escudo social protetor de base em cada país europeu, assim como um orçamento de intervenção para a zona do euro. |
| 10 setembro 2020 | Ajaccio, França   | - Defender as posições europeias de Grécia e Chipre no Mediterrâneo Oriental face à Turquia. - Discutir sobre a missão Irini, estabelecida para intensificar o embargo sobre as armas imposto pela ONU na Líbia. |
| 17 setembro 2021 | Atenas, Grécia    | - Expandir a cooperação na luta contra o aquecimento global. - Expandir a segurança comum e iniciativas de defesa na União Europeia. - Abordar a questão migratória após a tomada de Cabul pelo Talibã - Reforçar - Reforçar a paz e a estabilidade no Mediterrâneo Oriental, principalmente na Síria, Líbano e Tunísia, além da questão de Chipre. |
| 30 setembro 2022 | Alicante, Espanha | |

## Características dos membros
| País            | Capital   | Superfície km² | População (2021) | PIB nominal por habitante (dados FMI) (2019) | PIB em mil milhões ($) (2021) | IDH (2015) | IDH (2017) | IDH (2019) |
| --------------- | --------- | -------------- | ---------------- | -------------------------------------------- | ----------------------------- | ---------- | ---------- | ---------- |
| França          | Paris     | 672 369        | 68 042 591       | 41.760                                       | 2,938.271                     | 0.897      | 0.901      | 0.901      |
| Itália          | Roma      | 301 336        | 58,870,762       | 32.946                                       | 2,106.287                     | 0.873      | 0.880      | 0.892      |
| Espanha         | Madrid    | 505 370        | 47,519,628       | 29.961                                       | 1,461.552                     | 0.884      | 0.891      | 0.904      |
| Portugal        | Lisboa    | 92 090         | 10,467,366       | 23.030                                       | 257.391                       | 0.843      | 0.847      | 0.864      |
| Grécia          | Atenas    | 131 957        | 10,341,277       | 19.974                                       | 209.857                       | 0.866      | 0.870      | 0.888      |
| Croácia         | Zagrebe   | 56 594         | 4,020,657        | 14.949                                       | 65. 217                       | -          | -          | 0.851      |
| Eslovénia       | Liubliana | 20 271         | 2,119,675        | 26.170                                       | 59.132                        | -          | -          | 0.917      |
| Chipre          | Nicósia   | 9 251          | 1,260,138        | 27.719                                       | 26.479                        | 0.850      | 0.869      | 0.887      |
| Malta           | Valeta    | 316            | 535,064          | 30.650                                       | 16.476                        | 0.856      | 0.878      | 0.895      |
| Total EuroMed 9 |           | 1.789.554      | 202 642 629      | 27.462 (média)                               | 7.140.662                     |            |            |            |